# Dixon Ward
Pour les articles homonymes, voir Ward.
Dixon Ward (né le 23 septembre 1968 à Leduc dans la province d'Alberta au Canada) est un joueur professionnel canadien de hockey sur glace. Il évolue au poste d'ailier droit.

## Biographie
Repêché par les Canucks de Vancouver au septième tour, 128e rang, au repêchage d'entrée dans la LNH 1988 en provenance des Rustlers de Red Deer, il rejoint les Fighting Sioux de l'Université du Dakota du Nord et joue quatre saisons avec l'équipe universitaire américaine.
Il joue sa première saison professionnelle avec les Canucks dans la LNH en 1992-1993 et il réalise 52 points, dont 22 buts, lors de sa saison recrue. Il ne parvient cependant pas à rééditer ces mêmes performances la saison suivante et se voit être échangé en cours de saison aux Kings de Los Angeles contre Jimmy Carson. Son passage en Californie est de courte durée, puisqu'il est échangé en octobre 1994 aux Maple Leafs de Toronto avec Guy Leveque, Kelly Fairchild et Shayne Toporowski for Éric Lacroix, Chris Snell et un choix de quatrième tour en 1996.
En 1995, il signe comme agent libre avec les Sabres de Buffalo et il passe une grande partie de la saison dans la LAH avec l'équipe affiliée, les Americans de Rochester. Il est un élément clé des Americans lors des séries éliminatoires de la Coupe Calder en réalisant 35 points en 19 parties et il aide l'équipe à mettre la main sur le trophée après avoir vaincu les Pirates de Portland en finale. Il remporte également le trophée Jack-A.-Butterfield remis au joueur le plus utile en séries.
Après ces succès dans la LAH, il redevient un joueur à plein temps dans la LNH en 1996, avec les Sabres. Il aide les Sabres à atteindre la finale de la Coupe Stanley en 1999, perdue face aux Stars de Dallas.
Il signe en novembre 2000 avec les Bruins de Boston puis un an plus tard, il tente l'aventure en Suisse en jouant pour les SC Langnau Tigers. Il retourne dans la LNH en signant un pacte avec les Rangers de New York, mais il ne joue 8 parties avec l'équipe de la LNH et passe la majorité de la saison dans la LAH. Il retourne en Suisse en jouant une dernière saison, avec le SC Rapperswil-Jona.

## Statistiques

### En club
| Saison     | Équipe                       | Ligue      |     | Saison régulière | Saison régulière | Saison régulière | Saison régulière | Saison régulière |    | Séries éliminatoires | Séries éliminatoires | Séries éliminatoires | Séries éliminatoires | Séries éliminatoires |
| Saison     | Équipe                       | Ligue      | PJ  | B                | A                | Pts              | Pun              | PJ               | B  | A                    | Pts                  | Pun                  |                      |                      |
| 1986-1987  | Rustlers de Red Deer         | AJHL       | 59  | 46               | 40               | 86               | 153              | 20               | 11 | 11                   | 22                   | 16                   |                      |                      |
| 1987-1988  | Rustlers de Red Deer         | AJHL       | 51  | 60               | 71               | 131              | 167              | -                | -  | -                    | -                    | -                    |                      |                      |
| 1988-1989  | Université du Dakota du Nord | WCHA       | 37  | 8                | 9                | 17               | 26               | -                | -  | -                    | -                    | -                    |                      |                      |
| 1989-1990  | Université du Dakota du Nord | WCHA       | 45  | 35               | 34               | 69               | 44               | -                | -  | -                    | -                    | -                    |                      |                      |
| 1990-1991  | Université du Dakota du Nord | WCHA       | 43  | 34               | 35               | 69               | 84               | -                | -  | -                    | -                    | -                    |                      |                      |
| 1991-1992  | Université du Dakota du Nord | WCHA       | 38  | 33               | 31               | 64               | 90               | -                | -  | -                    | -                    | -                    |                      |                      |
| 1992-1993  | Canucks de Vancouver         | LNH        | 70  | 22               | 30               | 52               | 82               | 9                | 2  | 3                    | 5                    | 0                    |                      |                      |
| 1993-1994  | Canucks de Vancouver         | LNH        | 33  | 6                | 1                | 7                | 37               | -                | -  | -                    | -                    | -                    |                      |                      |
| 1993-1994  | Kings de Los Angeles         | LNH        | 34  | 6                | 2                | 8                | 45               | -                | -  | -                    | -                    | -                    |                      |                      |
| 1994-1995  | Maple Leafs de Saint-Jean    | LAH        | 6   | 3                | 3                | 6                | 19               | -                | -  | -                    | -                    | -                    |                      |                      |
| 1994-1995  | Maple Leafs de Toronto       | LNH        | 22  | 0                | 3                | 3                | 31               | -                | -  | -                    | -                    | -                    |                      |                      |
| 1994-1995  | Vipers de Détroit            | LIH        | 7   | 3                | 6                | 9                | 7                | 5                | 3  | 0                    | 3                    | 7                    |                      |                      |
| 1995-1996  | Americans de Rochester       | LAH        | 71  | 38               | 56               | 94               | 74               | 19               | 11 | 24                   | 35                   | 8                    |                      |                      |
| 1995-1996  | Sabres de Buffalo            | LNH        | 8   | 2                | 2                | 4                | 6                | -                | -  | -                    | -                    | -                    |                      |                      |
| 1996-1997  | Sabres de Buffalo            | LNH        | 79  | 13               | 32               | 45               | 36               | 12               | 2  | 3                    | 5                    | 6                    |                      |                      |
| 1997-1998  | Sabres de Buffalo            | LNH        | 71  | 10               | 13               | 23               | 42               | 15               | 3  | 8                    | 11                   | 6                    |                      |                      |
| 1998-1999  | Sabres de Buffalo            | LNH        | 78  | 20               | 24               | 44               | 44               | 21               | 7  | 5                    | 12                   | 32                   |                      |                      |
| 1999-2000  | Sabres de Buffalo            | LNH        | 71  | 11               | 9                | 20               | 41               | 5                | 0  | 1                    | 1                    | 2                    |                      |                      |
| 2000-2001  | Bruins de Boston             | LNH        | 63  | 5                | 13               | 18               | 65               | -                | -  | -                    | -                    | -                    |                      |                      |
| 2001-2002  | SC Langnau Tigers            | LNA        | 23  | 8                | 20               | 28               | 40               | 9                | 3  | 6                    | 9                    | 2                    |                      |                      |
| 2002-2003  | Rangers de New York          | LNH        | 8   | 0                | 0                | 0                | 2                | -                | -  | -                    | -                    | -                    |                      |                      |
| 2002-2003  | Wolf Pack de Hartford        | LAH        | 67  | 23               | 41               | 64               | 108              | -                | -  | -                    | -                    | -                    |                      |                      |
| 2003-2004  | SC Rapperswil-Jona           | LNA        | 35  | 22               | 11               | 33               | 44               | 5                | 2  | 5                    | 7                    | 0                    |                      |                      |
| Totaux LNH | Totaux LNH                   | Totaux LNH | 537 | 95               | 129              | 224              | 431              | 62               | 14 | 20                   | 34                   | 46                   |                      |                      |

## Trophées et honneurs personnels
- 1990-1991 : nommé dans la deuxième équipe d'étoiles de la WCHA.
- 1991-1992 : nommé dans la deuxième équipe d'étoiles de la WCHA.
- 1995-1996 :
  - champion de la Coupe Calder avec les Americans de Rochester.
  - remporte le trophée Jack-A.-Butterfield du meilleur joueur des séries de la LAH.